# Wilfred Pickles
Wilfred Pickles, né le 13 octobre 1904 à Halifax et mort le 27 mars 1978 à Brighton, est un acteur et présentateur de radio anglais.

## Biographie
Né à Halifax, il débute à la BBC puis entame sa carrière d'acteur au West End theatre.

## Télévision et radio
- Dr. Finlay's Casebook (1962-1971)
- For the Love of Ada (1970-1971)
- This Is Your Life

## Filmographie
- 1959 : Teddy Boys (Serious Charge) de Terence Young
- 1963 : Billy le menteur (Billy Liar) de John Schlesinger : Geoffrey Fisher
- 1966 : Chaque chose en son temps (The Family Way) de Roy Boulting : Oncle Fred